# Chatbot
Chatbot là một ứng dụng phần mềm máy tính dùng để quản lý một hệ thống thảo luận trực tuyến bằng văn bản hoặc văn bản chuyển thành giọng nói, thay vì cung cấp các thảo luận trực tiếp với người dùng có thật. Thuật ngữ "ChatterBot" có nguồn gốc từ Michael Loren Mauldin (người tạo ra Verbot đầu tiên) vào năm 1994 để mô tả các chương trình đối thoại này.
Do được thiết kế để mô phỏng cách một người cư xử như một đối tác thảo luận như thật, các hệ thống chatbot thường phải điều chỉnh và thử nghiệm liên tục, và nhiều ứng dụng thực tế vẫn không đạt đủ tiêu chuẩn công nghiệp của phép thử Turing.